# 訃報 2014年3月
訃報 2014年3月（ふほう 2014ねん3がつ）では、2014年3月に物故した、又は物故が報じられた人物についてまとめる。

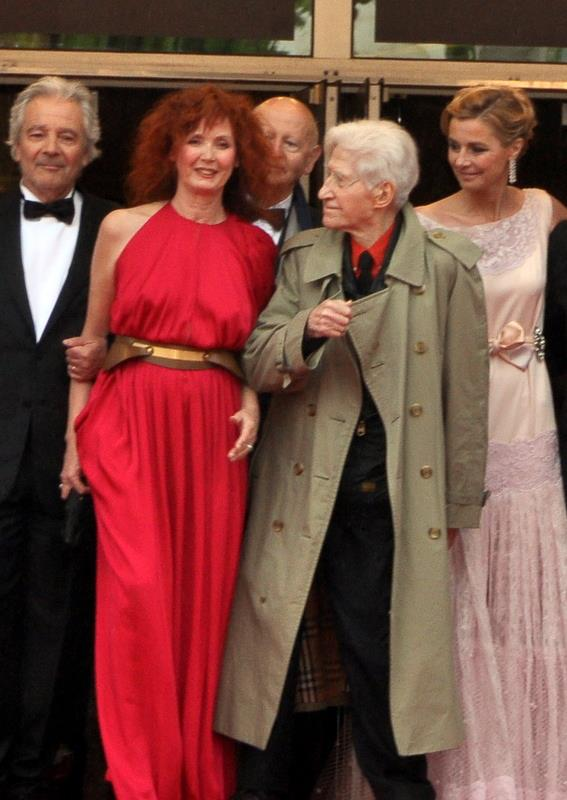
アラン・レネ（前列右）／3月1日没

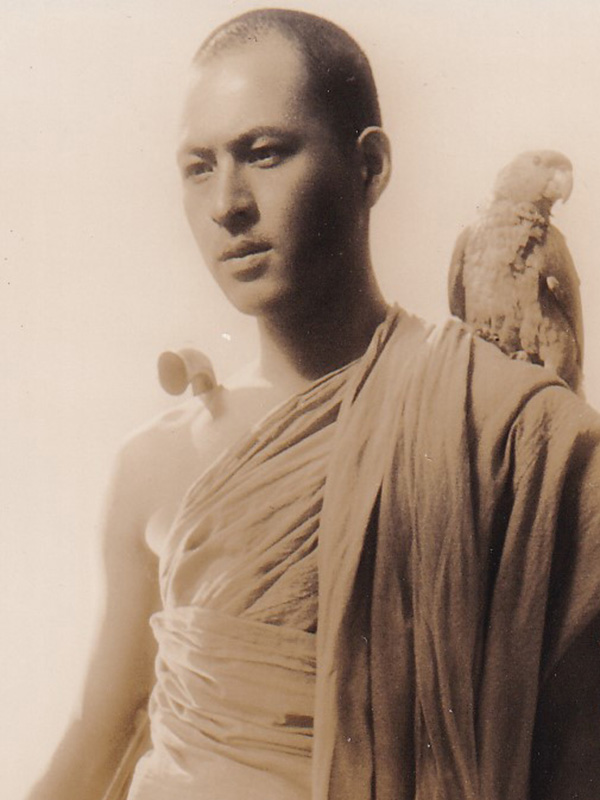
安井昌二／3月3日没

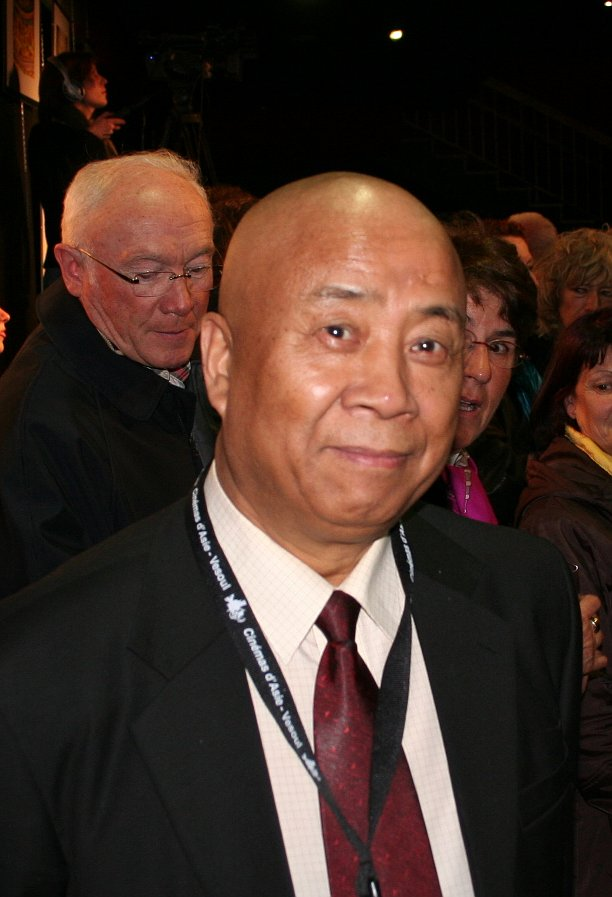
呉天明／3月4日没

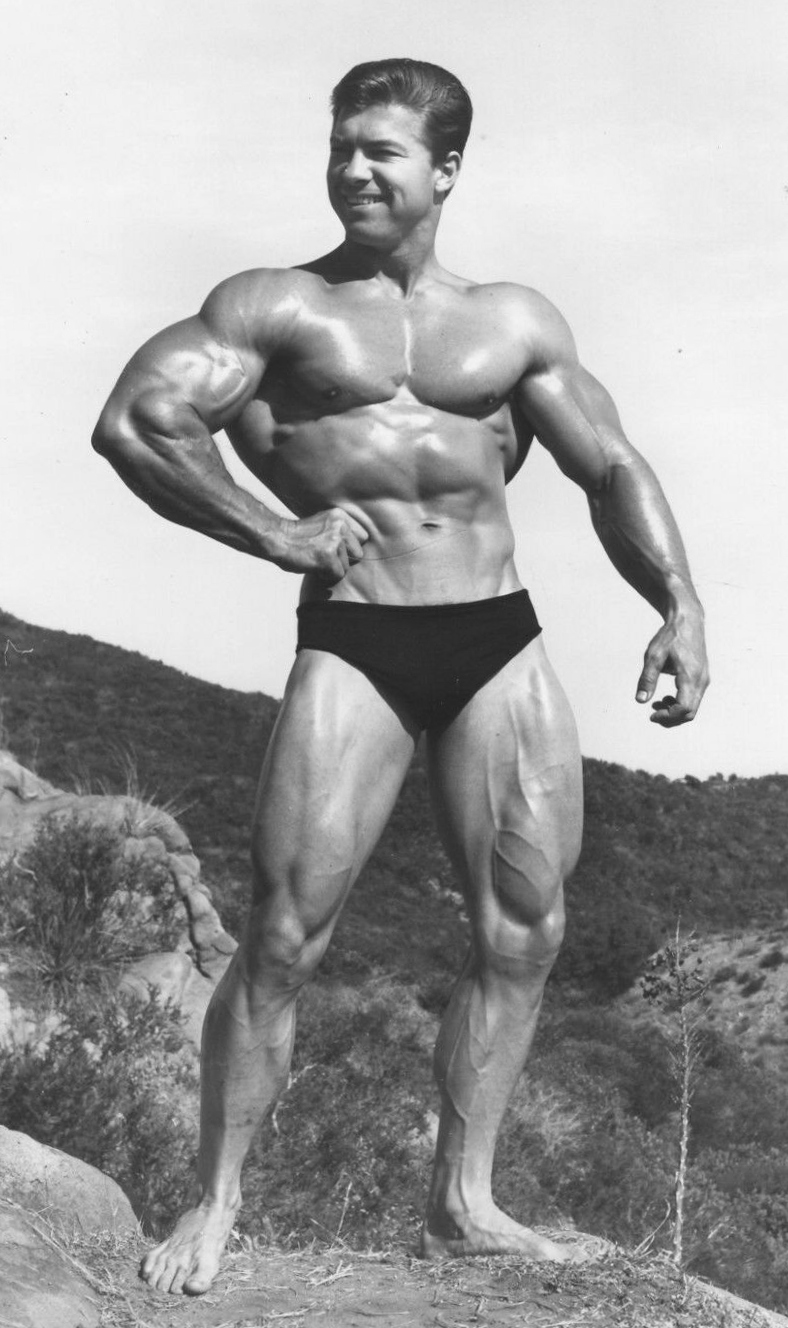
ラリー・スコット／3月8日没

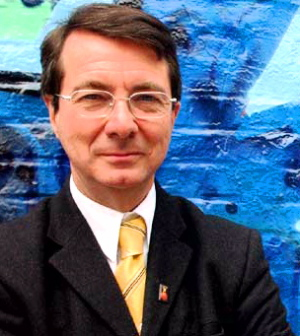
ジェラール・モルティエ／3月8日没

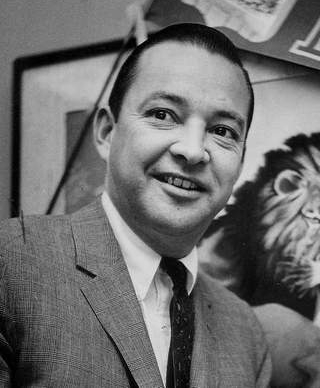
ウィリアム・クレイ・フォード／3月9日没

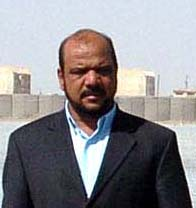
ムハンマド・ファヒーム／3月9日没

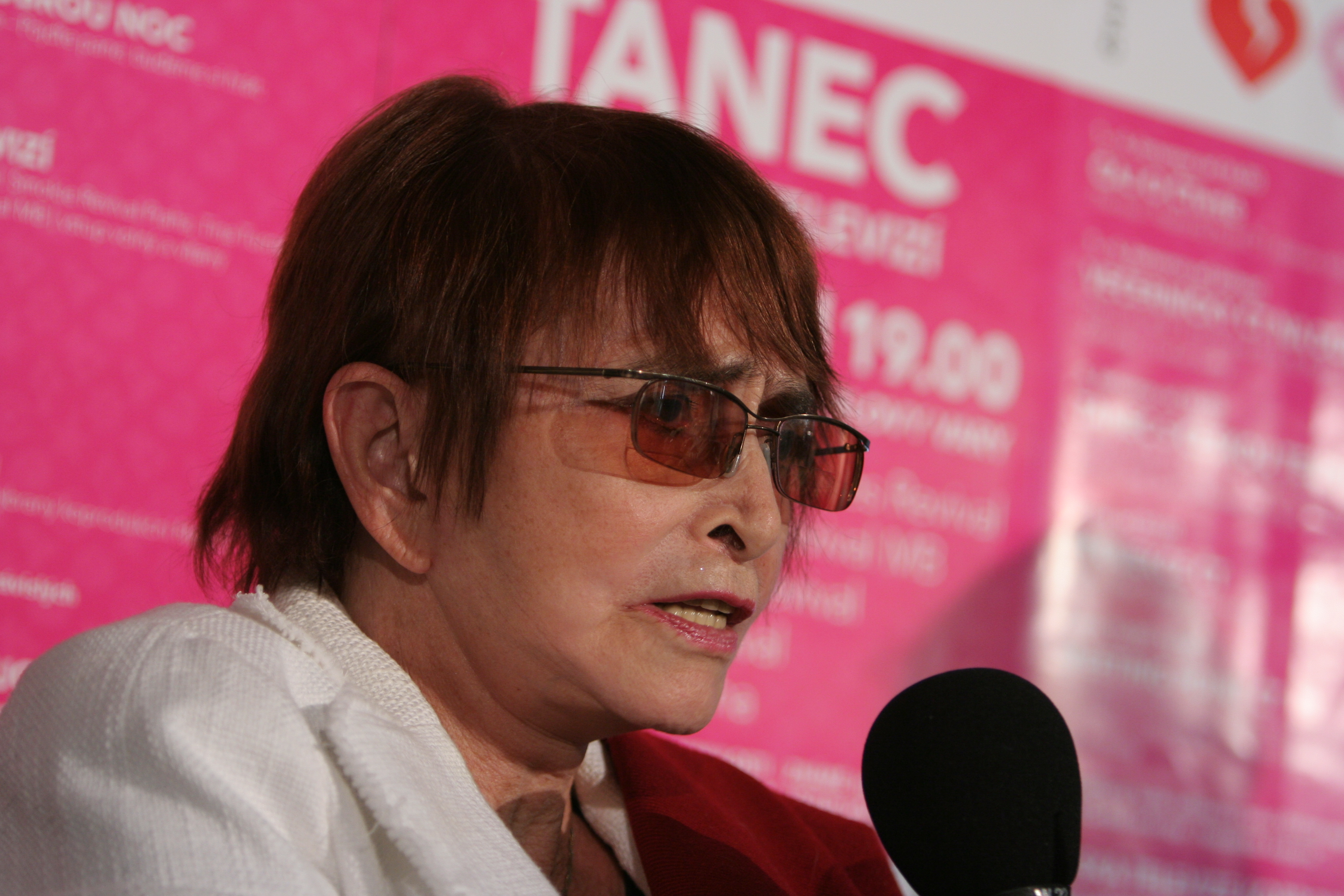
ヴェラ・ヒティロヴァ／3月12日没

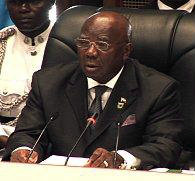
アフマド・テジャン・カバー／3月13日没

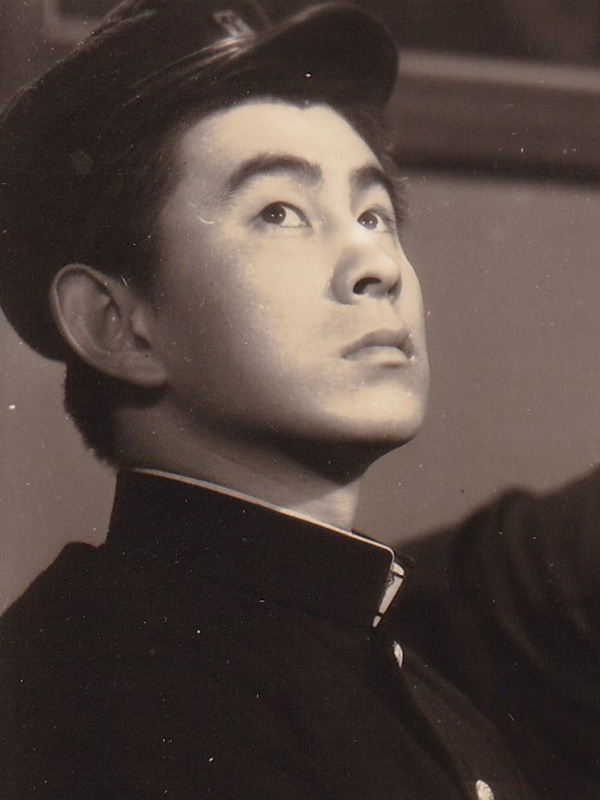
宇津井健／3月14日没

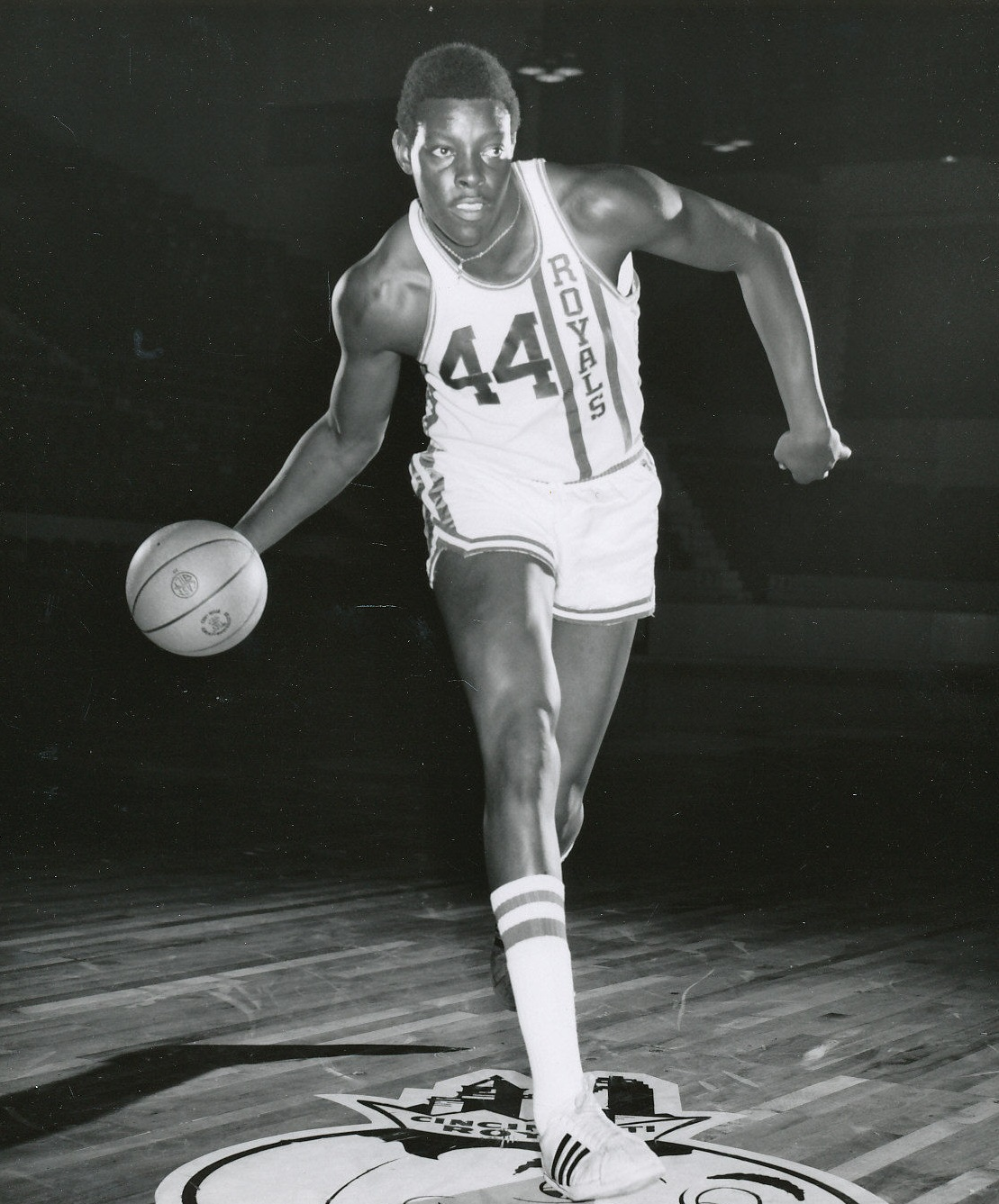
サム・レイシー／3月14日没

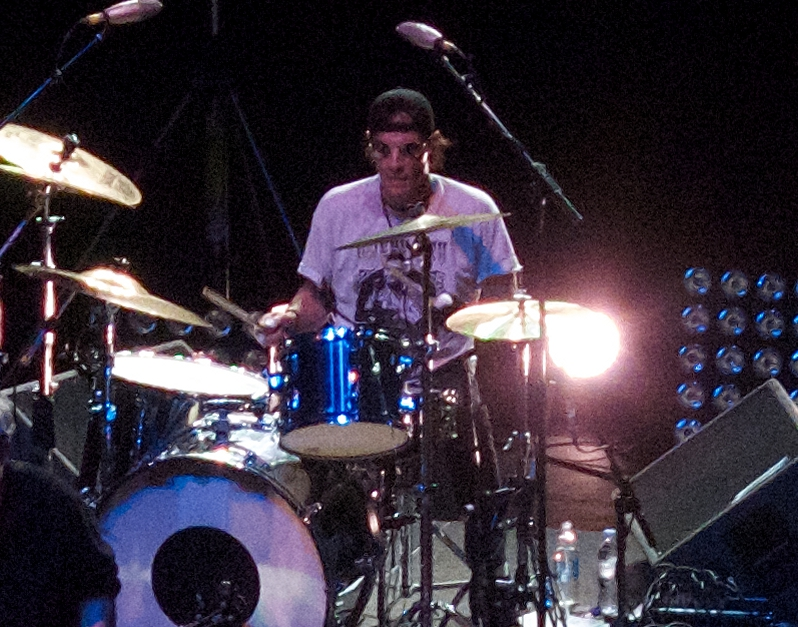
スコット・アシュトン／3月15日没

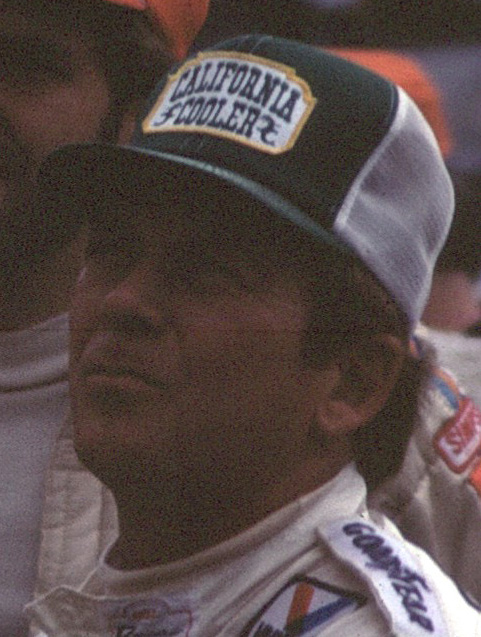
ゲイリー・ベッテンハウゼン／3月16日没

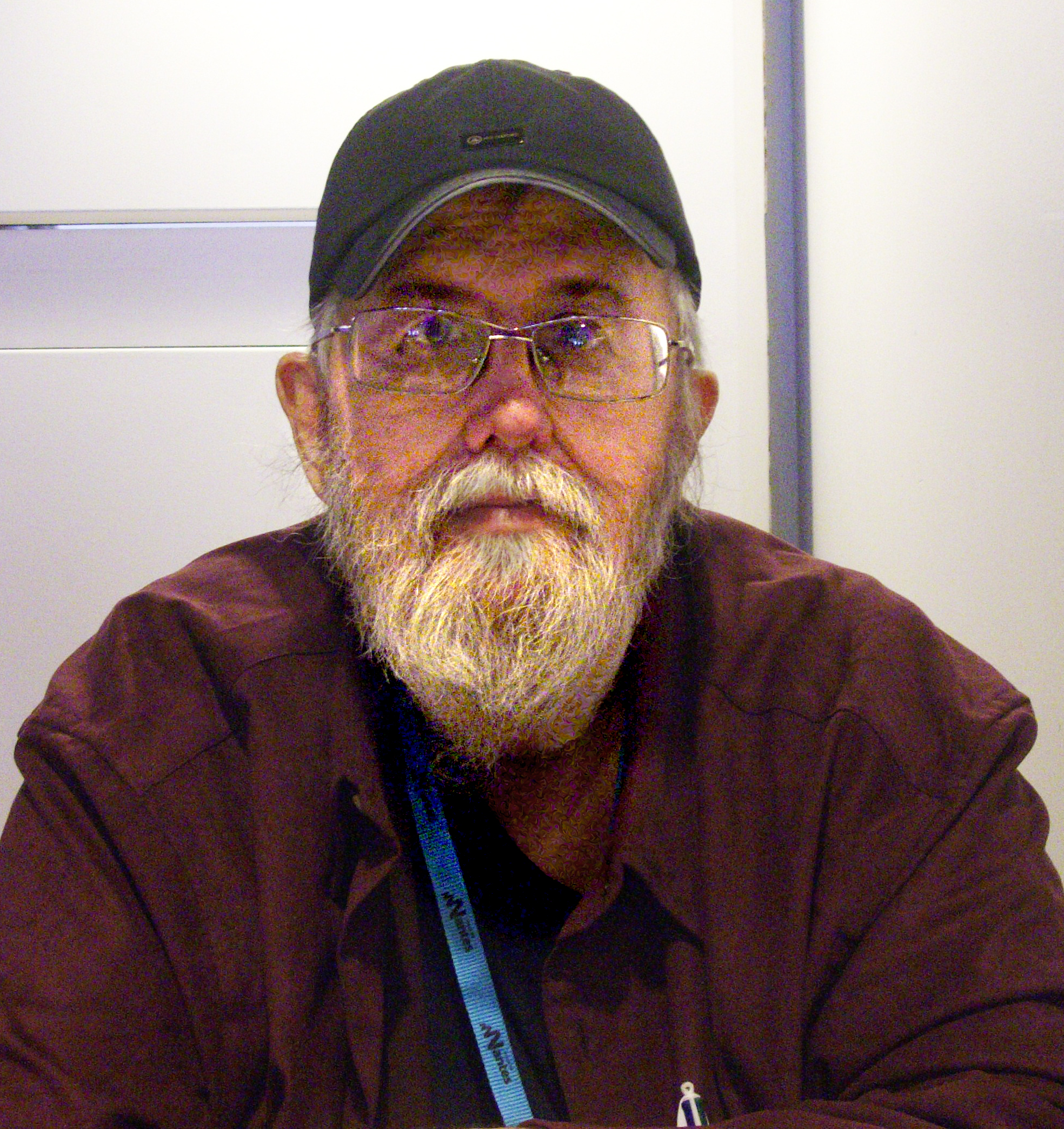
ルーシャス・シェパード／3月18日没

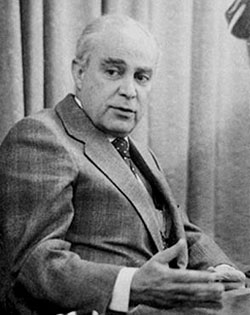
ロバート・シュワーズ・ストラウス／3月19日没

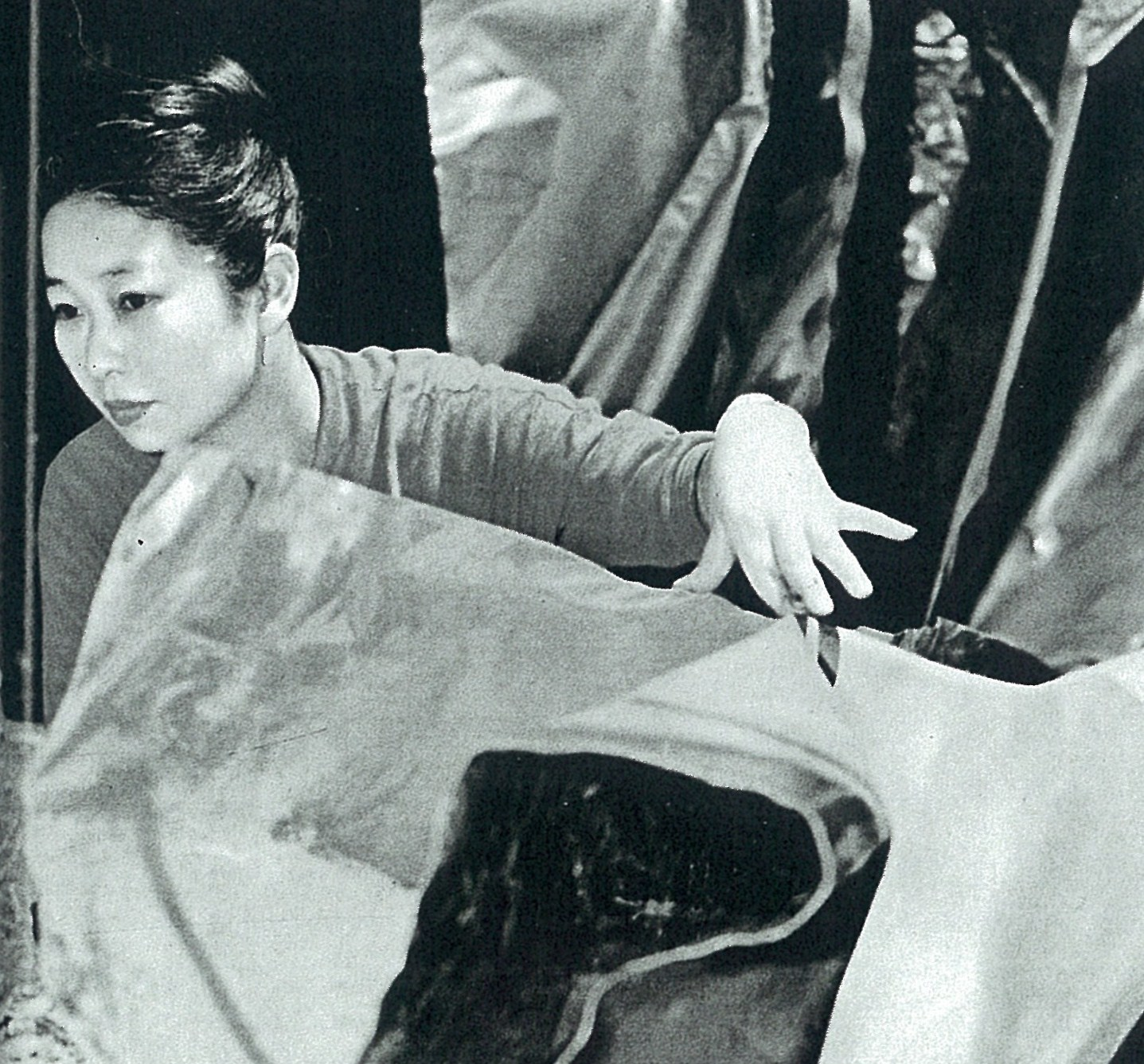
多田美波／3月20日没

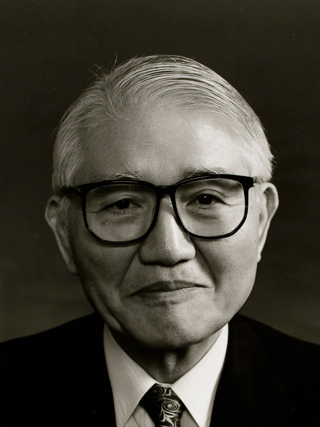
井口洋夫／3月20日没

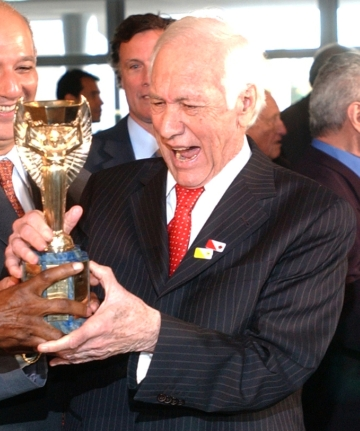
イウデラウド・ルイス・ベリーニ／3月20日没

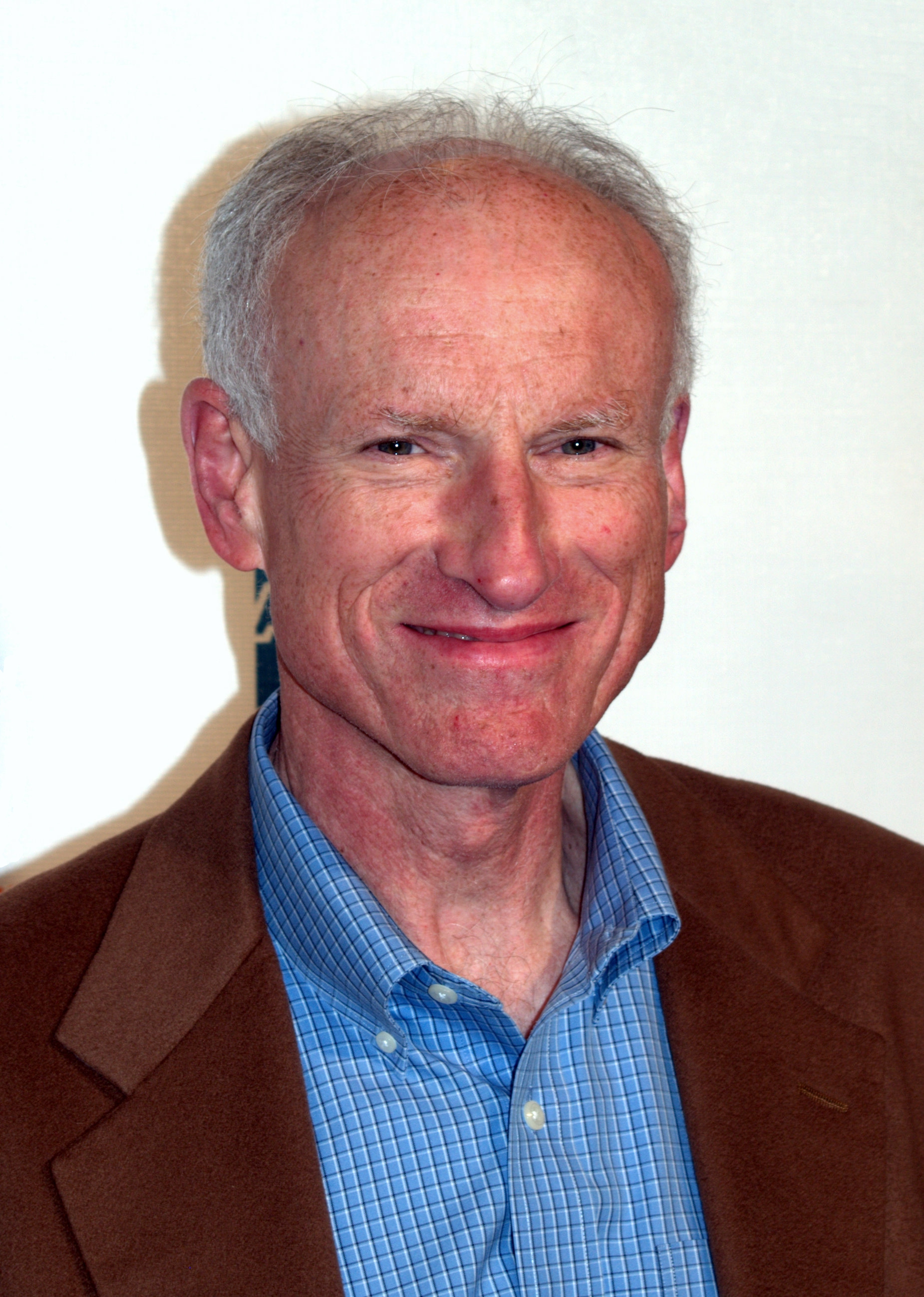
ジェームズ・レブホーン／3月21日没

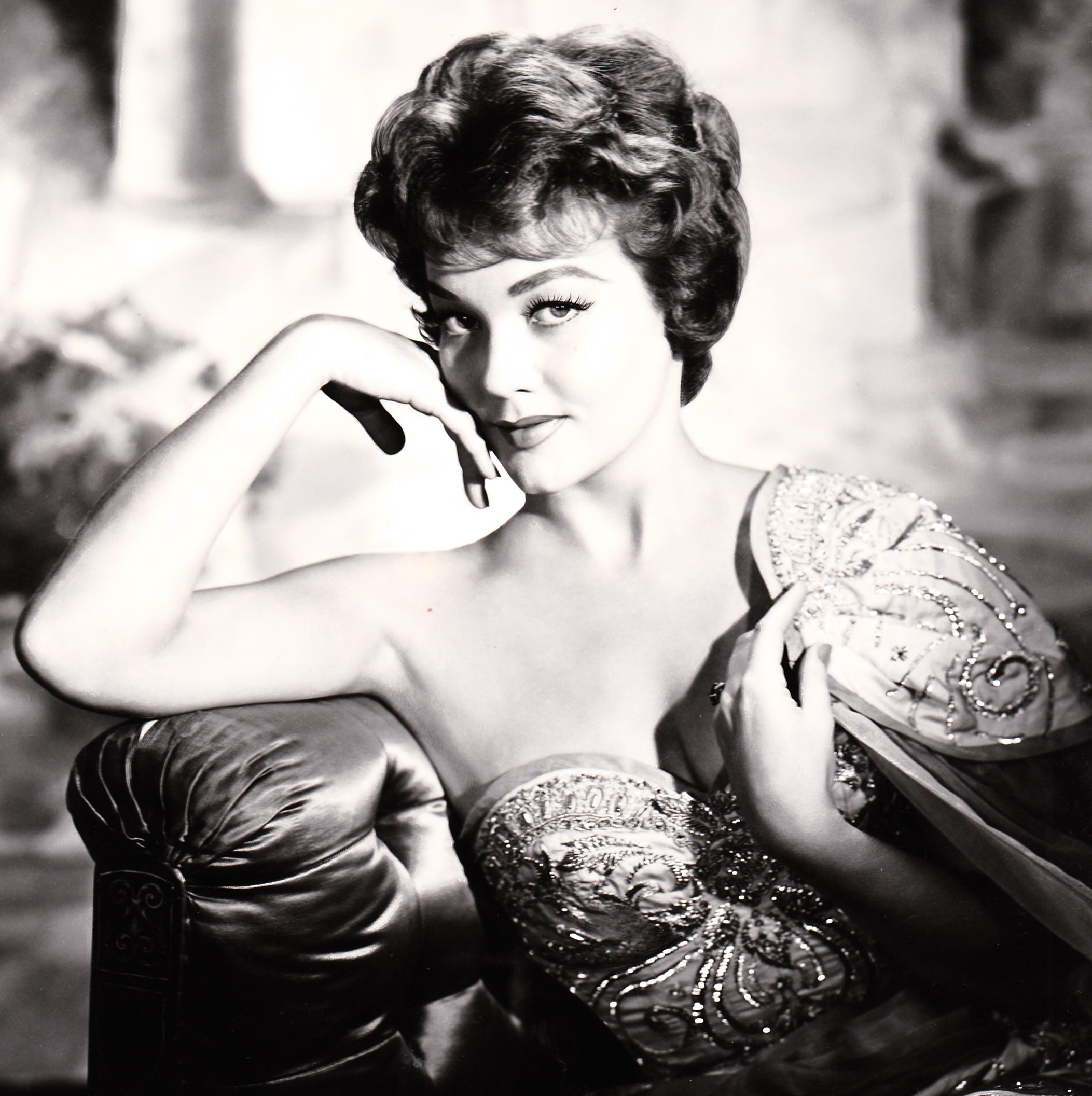
パトリス・ワイモア／3月22日没

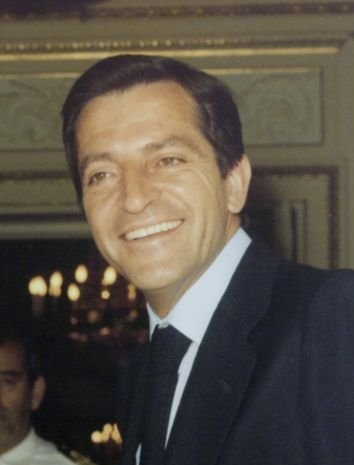
アドルフォ・スアレス／3月23日没

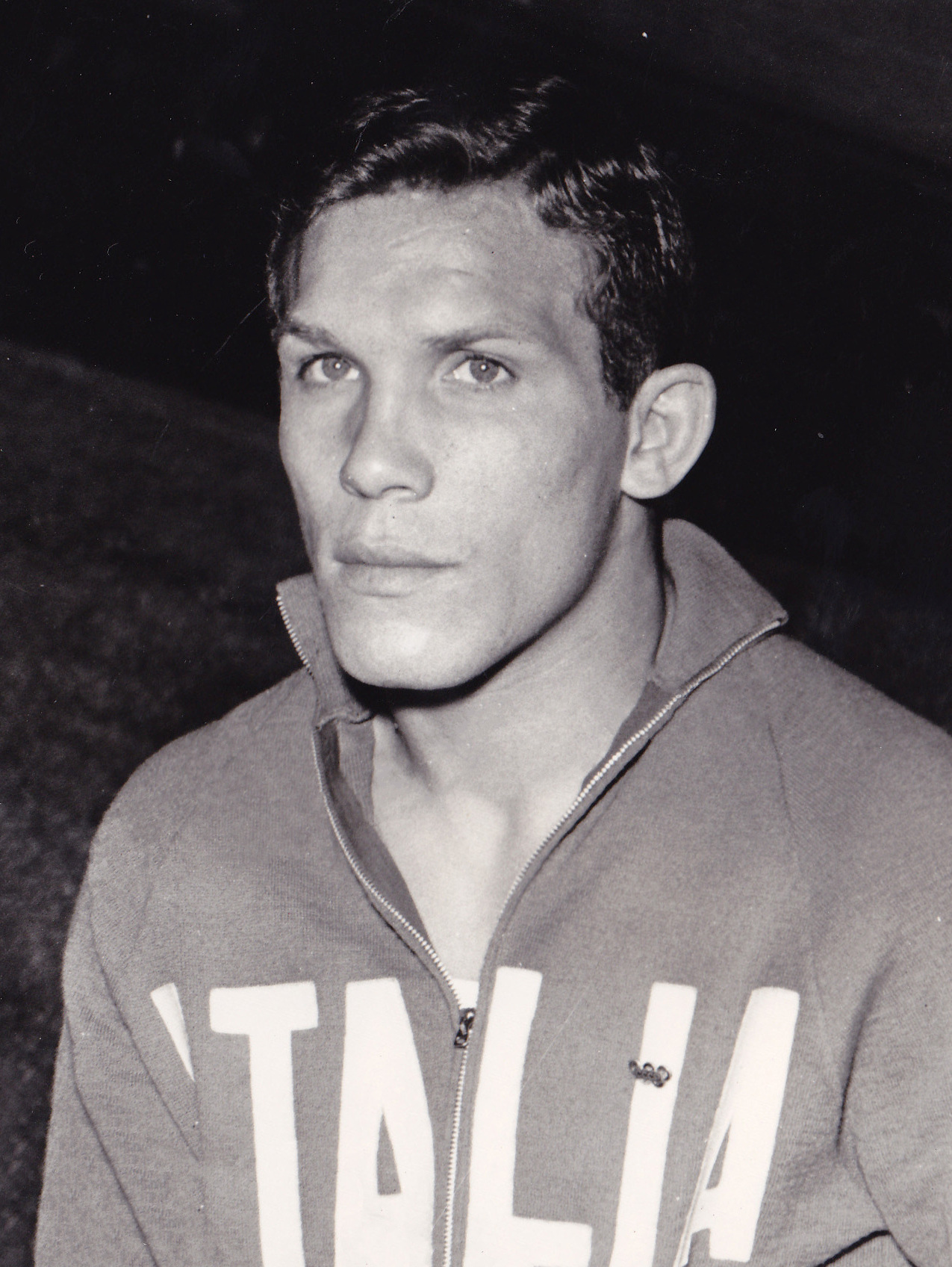
カルメロ・ボッシ／3月23日没

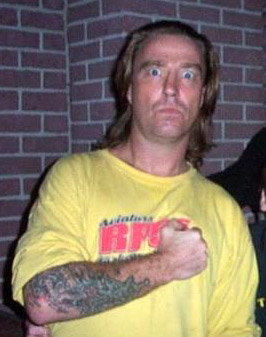
オーデラス・ウランガス／3月23日没

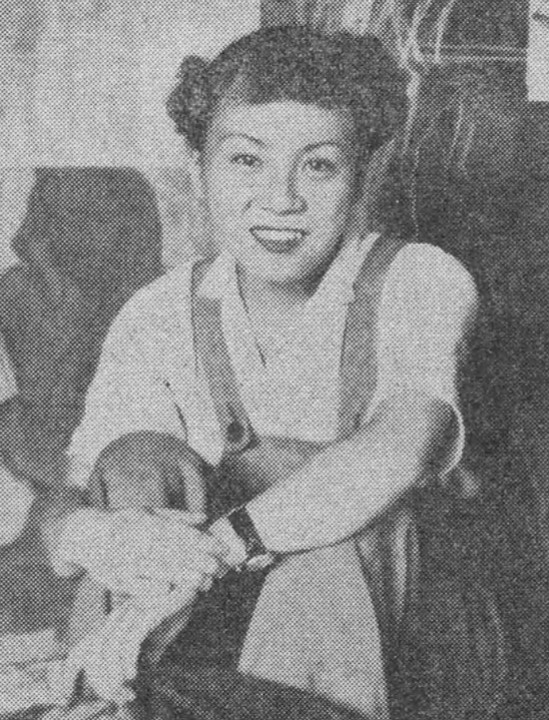
朝倉摂／3月27日没

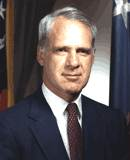
ジェームズ・R・シュレシンジャー／3月27日没

## (1日 - 15日)
- 3月1日 - アラン・レネ、フランスの映画監督（* 1922年）[1]
- 3月1日 - 伊藤健一、日本の実業家、元信越化学工業取締役（* 1936年）[2][3]
- 3月1日 - 浜田満子、日本の実業家、劇団青年座の取締役（* 生年不明）
- 3月2日 - 末永博子、日本のピアニスト（* 1921年?）[4]
- 3月2日 - 細川章、日本の古文書研究家（* 1924年）[5]
- 3月2日 - 中村正夫、日本の実業家、元北陸電気工業社長（* 1924年）[6]
- 3月2日 - 新垣善春、日本の政治家、元社会民主党沖縄県連合執行委員長、元沖縄県議会議員（* 1930年）[7]
- 3月3日 - 宮本正、日本のテノール歌手（* 1919年）[8]
- 3月3日 - 斎藤實、日本の地質学者、香川大学名誉教授（* 1925年?）[9]
- 3月3日 - 安井昌二、日本の俳優（* 1928年）[10]
- 3月3日 - ロバート・アシュリー、アメリカ合衆国の作曲家（* 1930年）[11]
- 3月3日 - ジョアブ・トーマス、アメリカ合衆国の科学者（* 1933年）[12]
- 3月3日 - 関井光男、日本の文芸評論家（* 1939年）[13]
- 3月3日 - 森匡史、日本の哲学者、神戸大学名誉教授（* 1940年）[14]
- 3月4日 - 清水芳孝、日本の植物学者、東北大学名誉教授（* 1914年）[15]
- 3月4日 - 呉天明、中国の映画監督（* 1939年）[16]
- 3月4日 - 大坪正則、日本のスポーツ経営学者、経営コンサルタント（* 1947年）[17]
- 3月5日 - 亀徳正之、日本の財務官僚、元国税庁長官、元学校法人東洋英和女学院理事長（* 1916年）[18]
- 3月5日 - 矢入一男、日本のギタリスト、ヤイリギター社長（* 1932年）[19]
- 3月5日 - 沢村哲郎、日本の実業家、新潟県サッカー協会会長（* 1941年）[20]
- 3月5日 - 稲本耕一、日本のクラリネット奏者（* 1944年）[21]
- 3月5日 - スコット・カルヴァート、アメリカ合衆国の映画監督（* 1964年）[22]
- 3月6日 - 中江要介、日本の外交官、元駐中華人民共和国大使（* 1922年）[23]
- 3月6日 - フランク・ジョーブ、アメリカ合衆国の整形外科医（* 1925年）[24]
- 3月6日 - 松下正幸、日本の実業家、元三菱石油副社長（* 1937年）[25]
- 3月7日 - 夏川鉄之助、日本の実業家、オーミケンシ社長（* 1917年）[26]
- 3月7日 - 武田安雄、日本の警察官僚、元皇宮警察本部長（* 1925年）[27]
- 3月7日 - アナトーリー・クズネツォフ、ロシアの俳優（* 1930年）[28]
- 3月7日 - 渡辺英夫、日本のフランス語学者、香川大学名誉教授（* 1943年）[29]
- 3月7日 - 松原由昌、プロ野球選手（* 1955年）
- 3月8日 - 高塚輝雄、日本の数学者、静岡大学名誉教授（* 1919年）[30]
- 3月8日 - 村越化石、日本の俳人（* 1922年）[31]
- 3月8日 - 野村正、日本の水産学者、東北大学名誉教授（* 1926年）[32]
- 3月8日 - 井上洋治、日本のカトリック教会司祭（* 1927年）[33]
- 3月8日 - 木下秀雄、日本の俳優、声優（* 1931年）[34]
- 3月8日 - ラリー・スコット、アメリカ合衆国のボディビルダー（* 1938年）[35]
- 3月8日 - ジェラール・モルティエ、ベルギーのオペラ監督、元パリ国立オペラ総裁（* 1943年）[36]
- 3月8日 - あきやまるな、日本の声優（* 1954年）[37]
- 3月9日 - メルバ・エルナンデス、キューバの政治家、外交官、革命家（* 1921年）[38]
- 3月9日 - ウィリアム・クレイ・フォード、アメリカ合衆国の実業家、元フォード・モーター副会長、デトロイト・ライオンズオーナー（* 1925年）[39]
- 3月9日 - 尾崎行信、日本の弁護士、元最高裁判所判事（* 1929年）[40]
- 3月9日 - 平野羑、日本の実業家、秋田テレビ副社長（* 1931年）[41]
- 3月9日 - 松原顕、日本の物理学者、九州大学名誉教授（* 1935年）[42]
- 3月9日 - ムハンマド・ファヒーム、アフガニスタンの政治家・軍人、第一副大統領（* 1957年）[43]
- 3月9日 - チープ広石、日本のミュージシャン（* 1961年）[44]
- 3月10日 - 山崎芳樹、日本の実業家、マツダ5代目社長（* 1914年）[45]
- 3月10日 - 小川俊雄、日本の物理学者（大気電気学）、高知大学名誉教授（* 1927年）[46]
- 3月11日 - 最上幸夫、日本の土木工学者、山口大学名誉教授（* 1914年）[47]
- 3月11日 - 大島襄二、日本の文学博士、文化地理学者、関西学院大学名誉教授、帝塚山学院大学教授、太平洋学会第三代会長（* 1920年）[48]
- 3月11日 - 森下元晴、日本の政治家、自由民主党元衆議院議員、第62代厚生大臣（* 1922年）[49]
- 3月11日 - 金春惣右衛門、日本の能楽師、人間国宝、能楽太鼓方金春流22世宗家（* 1924年）[50]
- 3月11日 - 関口欽也、日本の実業家、元日本短波放送社長（* 1930年）[51]
- 3月11日 - 沼本克明、日本の日本語学者、広島大学名誉教授（* 1943年）[52]
- 3月11日 - 吉田栄勝、日本の元レスリング選手、レスリング指導者（* 1952年）[53]
- 3月12日 - 大西巨人、日本の小説家、評論家（* 1916年）[54]
- 3月12日 - 資延敏雄、日本の僧侶、高野山真言宗元管長（* 1922年）[55]
- 3月12日 - 細谷昭雄、日本の政治家、元日本社会党衆議院議員・参議院議員（* 1927年）[56]
- 3月12日 - 前田治郎、日本のアナウンサー、元毎日放送国際室長（* 1928年）[57]
- 3月12日 - 細見健、日本の政治家、元京都府八木町長（* 1929年?）[58]
- 3月12日 - ヴェラ・ヒティロヴァ、チェコの映画監督（* 1929年）[59]
- 3月12日 - 吉田加寿男、日本の日本高校野球連盟元評議員、選抜高校野球大会元審判委員（* 1932年）[60]
- 3月12日 - 奥田昌宏、日本の電子工学者、大阪府立大学名誉教授（* 1933年）[61]
- 3月13日 - 松井繁夫、日本の政治家、元宮崎県議会議長（* 1922年）[62]
- 3月13日 - 上野仁、日本の実業家、元三井金属副社長（* 1923年?）[63]
- 3月13日 - 佐藤登志郎、日本の内科医、元北里大学学長（* 1931年）[64]
- 3月13日 - アフマド・テジャン・カバー、シエラレオネの政治家、第7・9代大統領（* 1932年）[65]
- 3月13日 - 鈴木孝之、日本の実業家、元ウエルシアホールディングス会長（* 1937年）[66]
- 3月13日 - 団まりな、日本の生物学者（* 1940年）[67]
- 3月13日 - 岡村周一、日本の法学者、京都大学大学院法学研究科教授（* 1948年）[68]
- 3月13日 - 淀彰、日本の吹奏楽編曲家（* 1954年）[69]
- 3月14日 - 朝隈峯雄、日本の政治家、元鹿児島県祁答院町長（* 1918年?）[70]
- 3月14日 - 吉田太郎一、日本の財務官僚（* 1919年）[71]
- 3月14日 - 中川惠次、日本の実業家、エフエム宇治放送社長（* 1924年）[72]
- 3月14日 - 片山晴平、日本の実業家、元近畿車輛社長（* 1926年）[73]
- 3月14日 - 宇津井健、日本の俳優（* 1931年）[74]
- 3月14日 - サム・レイシー、アメリカのバスケットボール選手（* 1947年）[75]
- 3月15日 - 中山夘一郎、日本の政治家、元千葉県和田町長（* 1931年?）[76]
- 3月15日 - 山本繁太郎、日本の政治家、元建設官僚、前山口県知事（* 1948年）[77]
- 3月15日 - スコット・アシュトン、アメリカのドラマー、ザ・ストゥージズのメンバー（* 1949年）[78]
- 3月15日 - 渡辺茂樹、日本のミュージシャン、音楽プロデューサー、元ザ・ワイルドワンズのメンバー（* 1951年）[79]
- 3月15日 - 安西マリア、日本の歌手（* 1953年）[80]
- 3月15日 - 藤巻幸夫、日本の政治家、実業家、結いの党参議院議員（* 1960年）[81]

## (16日 - 31日)
- 3月16日 - 范忠良、中国のカトリック教会司教（* 1918年）[82]
- 3月16日 - 高橋成人、日本の生物学者、東北大学名誉教授（* 1923年）[83]
- 3月16日 - 藤村正哉、日本の実業家、元三菱マテリアル社長（* 1925年）[84]
- 3月16日 - ミッチ・リー、アメリカの作曲家（* 1928年）[85]
- 3月16日 - 藤田傳、日本の劇作家、劇団1980主宰（* 1932年）[86]
- 3月16日 - 井上博司、日本の実業家、元光洋精工会長（* 1936年）[87]
- 3月16日 - 原田雅美、日本の政治家、前北海道湧別町長（* 1941年）[88]
- 3月16日 - ゲイリー・ベッテンハウゼン、アメリカ合衆国のレーシングドライバー（* 1941年）[89]
- 3月16日 - フランク・オリバー、ニュージーランドのラグビー選手（* 1948年）[90]
- 3月17日 - オズワルド・モリス、イギリスの撮影監督（* 1915年）[91]
- 3月17日 - 小野健、日本の登山家（* 1932年）[92]
- 3月17日 - 加藤貞雄、日本の美術評論家（* 1932年）[93]
- 3月17日 - 横須賀俊六、日本の実業家、元東洋信託銀行（現・三菱UFJ信託銀行）社長（* 1940年）[94]
- 3月17日 - ローレン・スコット、アメリカ合衆国のファッションデザイナー（* 1964年）[95]
- 3月18日 - 高橋英郎、日本の音楽・文芸評論家（* 1931年）[96]
- 3月18日 - 長田功、日本の医学者、結核予防会理事長（* 1940年?）[97]
- 3月18日 - ルーシャス・シェパード、アメリカ合衆国の小説家（* 1947年）[98]
- 3月18日【死去報道】 - ドク・ウマロフ、カフカース首長国の初代アミール（* 1964年）[99]
- 3月19日 - ロバート・シュワーズ・ストラウス、アメリカ合衆国の外交官、元民主党全国委員長、元駐ソ連アメリカ大使（* 1918年）[100]
- 3月19日 - 平田暁夫、日本の帽子デザイナー（* 1925年）[101]
- 3月19日 - 河村晴夫、日本の能楽師、能楽シテ方観世流（* 1925年）[102]
- 3月19日 - 高橋祐之助、日本の実業家、元秋田信用金庫理事長（* 1932年）[103]
- 3月19日 - 安西水丸、日本のイラストレーター（* 1942年）[104]
- 3月20日 - 佐野正一、日本の建築家、元安井建築設計事務所社長、元日本建築協会会長（* 1921年）[105]
- 3月20日 - 村田信之、日本の実業家、サイネックス創業者（* 1923年?）[106]
- 3月20日 - 多田美波、日本の彫刻家（* 1924年）[107]
- 3月20日 - 井口洋夫、日本の化学者、東京大学名誉教授（* 1927年）[108]
- 3月20日 - 松中昭一、日本の農学者、元神戸大学教授、元関西大学教授、元日本農薬学会会長（* 1927年）[109]
- 3月20日 - 加藤保司、日本の実業家、元大昭和製紙取締役（* 1930年）[110]
- 3月20日 - イルデラウド・ルイス・ベリーニ、ブラジルのサッカー選手（* 1930年）[111]
- 3月20日 - 大和智、日本の官僚、文化庁文化財鑑査官（* 1953年）[112]
- 3月21日 - ジャック・フレック、アメリカ合衆国のプロゴルファー（* 1921年）[113]
- 3月21日 - 佐々智恵子、日本のバレリーナ、バレエ団代表（* 1924年）[114]
- 3月21日 - 家永昌明、日本の実業家、三洋化成会長（* 1945年）[115]
- 3月21日 - ジェームズ・レブホーン、アメリカ合衆国の俳優（* 1948年）[116]
- 3月22日 - パトリス・ワイモア、アメリカ合衆国の女優（* 1926年）[117]
- 3月22日 - 外山滋、日本のバイオリニスト（* 1935年）[118]
- 3月22日 - 大塚巌、日本の英語学者、金沢大学名誉教授（* 1940年）[119]
- 3月23日 - 北嶋政次、日本の実業家、伊丹産業創業者（* 1913年）[120]
- 3月23日 - 竹岡成、日本の病理学者、滋賀医科大学名誉教授（* 1922年）[121]
- 3月23日 - 小嶋武雄、日本の実業家、元やまぐち県酪乳業社長（* 1924年?）[122]
- 3月23日 - 荒島保、日本の実業家、元豊田工機会長（* 1925年）[123]
- 3月23日 - 石川浩一、日本の実業家、元メナード美術館長（* 1928年）[124]
- 3月23日 - アドルフォ・スアレス、スペインの政治家、元首相（* 1932年）[125]
- 3月23日 - 田中充、日本の経済学者、関西大学名誉教授（* 1933年）[126]
- 3月23日 - カルメロ・ボッシ、イタリアのプロボクサー（* 1939年）[127]
- 3月23日 - 庄垣内正弘、日本の言語学者、京都大学名誉教授（* 1942年）[128]
- 3月23日 - オーデラス・ウランガス、アメリカ合衆国のミュージシャン、グワァーのボーカル（* 1963年）[129]
- 3月24日 - 一戸豊信、日本の実業家、元室蘭民報社社長（* 1924年）[130]
- 3月24日 - 倉本雅、日本の能楽師、能楽師シテ方宝生流（* 1930年）[131]
- 3月24日 - 鎌田博、日本の遺伝学者、筑波大学教授（* 1949年）[132]
- 3月24日 - 十河正博、日本のサッカー審判員、栃木県サッカー協会審判委員長、日本プロサッカーリーグマッチコミッショナー（* 1949年）[133]
- 3月25日 - 那須五男、日本の体育学者、学習院名誉教授、元学習院大学教授（* 1924年?）[134]
- 3月25日 - 村山光一、日本の歴史学者、慶応大学名誉教授（* 1924年）[135]
- 3月25日 - 中野清司、日本の建築工学者、東京電機大学名誉教授（* 1926年）[136]
- 3月25日 - 藤本安騎生、日本の俳人（* 1928年）[137]
- 3月25日 - 井口寛治、日本の実業家、元ライオン副社長（* 1934年）[138]
- 3月25日 - ジョナサン・シェル、アメリカのジャーナリスト（* 1943年）[139]
- 3月26日 - 天龍三郎、日本の浪曲師（* 1915年）[140]
- 3月26日 - 末村重雄、日本の実業家、高崎弁当会長（* 1926年?）[141]
- 3月26日 - 平田伊和男、日本の法学者、広島大学名誉教授（* 1929年）[142]
- 3月26日 - 岡副昭吾、日本の実業家、新橋演舞場会長、料亭「金田中」会長（* 1930年）[143]
- 3月26日 - 今道仙次、日本の政治家、元京都府城陽市長（* 1931年）[144]
- 3月26日 - 松本典子、日本の女優（* 1935年）[145]
- 3月26日 - 武内宏允、日本の実業家、元NTT取締役（* 1936年）[146]
- 3月26日 - 近藤清一郎、日本の政治家、元長野県千曲市長（* 1939年）[147]
- 3月26日 - 山下順弘、日本の映画装飾家（* 1961年）[148]
- 3月26日 - 井伊準、日本のチェロ奏者（* 1986年または1987年）[149]
- 3月27日 - 朝倉摂、日本の舞台芸術家（* 1922年）[150]
- 3月27日 - 島通保、日本の地学者、京都大学名誉教授（* 1928年?）[151]
- 3月27日 - 戸部隆吉、日本の外科学者、京都大学名誉教授（* 1929年）[152]
- 3月27日 - ジェームズ・R・シュレシンジャー、アメリカ合衆国の政治家（* 1929年）[153]
- 3月27日 - 中善夫、日本の政治家、和歌山県日高町長（* 1944年）[154]
- 3月27日 - 山本俊彦、日本のミュージシャン、元赤い鳥・ハイ・ファイ・セットメンバー（* 1947年）[155]
- 3月27日 - 園田凌士、日本の作詞家、歌手、俳優（* 1975年）[156]
- 3月27日 - 斎藤功、日本の地理学者、元日本地理学会会長、筑波大学名誉教授（* 1942年）[157]
- 3月28日 - 森禮子、日本の小説家、劇作家（* 1928年）[158]
- 3月28日 - 中島菊男、日本の実業家、元ハザマ副社長（* 1931年）[159]
- 3月28日 - 安喜博彦、日本の経済学者、関西大学名誉教授（* 1940年）[160]
- 3月29日 - 甲斐栄一、日本の実業家、元西松建設副会長（* 1924年）[161]
- 3月29日 - 日比恭平、日本の実業家、元サンゲツ常務（* 1933年）[162]
- 3月29日 - ホバート・アルター、アメリカ合衆国のサーフボード開発者（* 1933年）[163]
- 3月29日 - 五嶋耕太郎、日本の政治家、元石川県輪島市長（* 1938年）[164]
- 3月29日 - デイン・ウィザースプーン、アメリカ合衆国の俳優（* 1957年）[165]
- 3月30日 - 志戸本慶七郎、日本の政治家、元宮崎県小林市長（* 1921年）[166]
- 3月30日 - 杉山忠一、日本の英語学者、東京大学名誉教授（* 1923年）[167]
- 3月30日 - 四国五郎、日本の画家、挿絵画家、絵本作家、詩人（* 1924年）[168]
- 3月30日 - 若杉昇八、日本の物理学者、福井大学名誉教授（* 1925年?）[169]
- 3月30日 - 芝良計、日本の実業家、東京機械製作所社長（* 1935年）[170]
- 3月30日 - 小西英雄、日本の政治家、元京都府加悦町長（* 1938年）[171]
- 3月30日 - 蟹江敬三、日本の俳優、ナレーター（* 1944年）[172]
- 3月30日 - 宮田繁男、日本のドラマー、音楽プロデューサー（* 1958年）[173]
- 3月30日 - 川添貴、日本のグラフィックデザイナー、アートディレクター、京都精華大学教授（* 1965年）[174]
- 3月31日 - 小林啓次郎、日本の実業家、元ダイヘン社長（* 1924年）[175]
- 3月31日 - 角田弘、日本の実業家、元NTN副社長（* 1934年?）[176]
- 3月31日 - 光本正記、日本の作家（* 1978年）[177]